# K. Axel Nielsen
Knud Axel Nielsen (født 10. februar 1904 i Hvorup, død 31. december 1994 i Hadsund) var en dansk politiker (Socialdemokratiet) og minister. Han boede i Hadsund ved Mariager Fjord.
Cand.jur. i 1929 og landsretssagfører i 1933. 
Medlem af Folketinget fra 1953 til 1973.
- Justitsminister i Regeringen Jens Otto Krag II fra 26. september 1964 til 2. februar 1968
- Justitsminister i Regeringen Jens Otto Krag III fra 11. oktober 1971 til 5. oktober 1972
- Justitsminister i Regeringen Anker Jørgensen I fra 5. oktober 1972 til 27. september 1973

Han var far til Birgitte Flindt Pedersen (og dermed svigerfar til Jørgen Flindt Pedersen) og farfar til Jakob Axel Nielsen.